# Jan Sadowski (1922–1951)
Jan Sadowski, ps. Blady, Jędrycki lub Jędrzycki, Komar (ur. 22 sierpnia 1922 w Andrzejewie, zm. najprawdopodobniej 21 czerwca 1951 w Surminach) – żołnierz Armii Krajowej, uczestnik powojennej konspiracji antykomunistycznej: członek zrzeszenia Wolność i Niezawisłość i dowódca oddziału partyzanckiego działającego na Suwalszczyźnie i wschodniej części Mazur.

## Dzieciństwo i młodość
Urodził się 22 sierpnia 1922 roku w chłopskiej rodzinie Piotra Sadowskiego we wsi Andrzejewo (ob. gmina Szypliszki). Ukończył 7 klas szkoły powszechnej.

## II wojna światowa
W czasie II wojny światowej, podczas okupacji niemieckiej, brał udział w konspiracji. Od 1941 był członkiem Związku Walki Zbrojnej-Armii Krajowej. W listopadzie 1944 roku, po wkroczeniu Armii Czerwonej na Suwalszczyznę, wstąpił do Milicji Obywatelskiej i pracował na posterunku w Szypliszkach.

## Konspiracja powojenna
15 grudnia 1944 zdezerterował z MO. W styczniu 1946 roku przyłączył się do oddziału Romualda Zabłockiego, ps. „Alibaba”, „Błotnik”. Wiosną tego samego roku oddział został rozwiązany, a Sadowski przeszedł do patrolu plutonowego Kazimierza Bartnika, ps. „Młotek” działającego na terenie gmin Kadaryszki, Wiżajny i Zaboryszki. Latem lub jesienią 1946 r. został przeniesiony do osobistej ochrony komendanta Obwodu Suwalsko-Augustowskiego WiN. Od lutego 1947 roku pełnił funkcję zastępcy dowódcy oddziału Józefa Milucia, ps. „Wróbel”. W tym samym czasie, na rozkaz Józefa Grabowskiego, ps. „Cyklon”, „Mur”, pełniącego obowiązki komendanta Obwodu, wraz trzema innymi żołnierzami (w tym z Piotrem Burdynem, ps. „Kabel”) został oddelegowany do Suwałk z zadaniem stworzenia siatki wywiadowczej. Chcąc kontynuować czynną walkę dołączył ponownie do oddziału Kazimierza Bartnika. Dowódca początkowo odmawiał ujawnienia się, co uczynił dopiero na rozkaz komendanta obwodu, w Powiatowym Urzędzie Bezpieczeństwa Publicznego w Suwałkach 29 kwietnia 1947 roku.

## Po ujawnieniu
Po amnestii w kwietniu 1947 r. pomagał swojemu ojcu w gospodarstwie. Na skutek donosów Antoniego Popławskiego, byłego członka WiN, znalazł się w gronie osób obserwowanych przez PUBP. Kiedy na początku sierpnia 1948 Sadowski wziął udział w bójce w czasie wesela, został aresztowany przez UB (pomimo że czyn nie miał charakteru politycznego). Podczas śledztwa był bity i nakłaniany do współpracy z PUBP w Suwałkach w zamian za uwolnienie od odpowiedzialności. Ostatecznie nie udowodniono mu udziału w grupie konspiracyjnej i został skazany przez Sąd Grodzki na pół roku więzienia za udział w bójce. Na początku kwietnia 1949 roku, po aresztowaniu byłego członka patrolu, Józefa Milucia, Urząd Bezpieczeństwa zyskał nowe dowody przeciw Sadowskiemu. Pod koniec kwietnia został on wezwany do stawienia się w Komendzie Powiatowej MO w Suwałkach, gdzie miał zostać pociągnięty do odpowiedzialności za dezercję w 1944. Sadowski w tym czasie, ostrzeżony przez życzliwych mu ludzi, chodził zawsze z bronią u boku obawiając się ponownego aresztowania przez UB. W maju 1949 funkcjonariusz MO Lucjan Kalinko uzyskał informację o jego miejscu pobytu i wraz z kilkoma członkami ORMO podjął próbę aresztowania, Sadowski jednak ranił milicjanta i ostrzeliwując ormowców zdołał zbiec. Od tego czasu ukrywał się w lesie.

## Oddział Sadowskiego i Burdyna
W maju 1949 roku spotkał się z Piotrem Burdynem, którego znał z czasu działalności w WiN. Burdyn pozostawał w tym czasie na kontakcie operacyjnym u ppor. Henryka Tarasiewicza, zastępcy szefa PUBP w Suwałkach, od którego otrzymał polecenie umożliwienia aresztowania Sadowskiego lub jego likwidacji, z którego nie miał zamiaru się wywiązać. Sadowski i Burdyn początkowo mieli zamiar wyczekać dogodnej chwili i zbiec za granicę, jednak wobec braku takiej możliwości założyli oddział partyzancki i przenieśli się na znane sobie tereny, gdzie mogli liczyć na przychylność miejscowej ludności.
Sadowski, ze względu na wcześniejszą działalność w AK i doświadczenie, został dowódcą oddziału. Przybrał wtedy pseudonim Blady. Oddział operował na terenie powiatów: Suwałki, Augustów, Gołdap, Olecko i Węgorzewo. Pełnił funkcje policyjne - chronił miejscową ludność przed nadużyciami władzy, zwalczał aktywistów Polskiej Zjednoczonej Partii Robotniczej, Związku Młodzieży Polskiej i Ochotniczej Rezerwy Milicji Obywatelskiej. Członkom PZPR i ZMP odbierano legitymacje, dotkliwie bito i nakazywano zaprzestania działalności pod groźbą pobicia lub śmierci, niszczono również portrety komunistycznych dygnitarzy. Oddział unikał typowych egzekucji. Partyzanci kolportowali również ulotki krytykujące władze komunistyczne, zniechęcali do uczestnictwa w spółdzielniach produkcyjnych, rekwirowali towary i pieniądze z Gminnych Spółdzielni „Samopomoc Chłopska” i niszczyli dokumenty dotyczące obciążeń podatkowych.
W oddziale służyli między innymi czterej partyzanci litewscy: Vitas Prabulis, ps. „Žaibas” i Jurgis Kriksčiunas „Rymvidas”, Bronius (Bronisław) Saweikis „Tułacz”, Antanas Kvedaravicius (Antoni Kwiedorowicz) „Lis”. W maju 1950 roku do oddziału przyłączyli się dwaj członkowie młodzieżowej organizacji konspiracyjnej – Harcerskiej Grupy Pogromców Komunizmu.
W czerwcu 1950 roku, ze względu na dużą liczebność, oddział podzielił się na trzy patrole dowodzone przez Jana Sadowskiego, Piotra Burdyna i Kazimierza Czyża, z których każdy miał ściśle wyznaczony obszar działania. Patrol Sadowskiego operował na terenie gmin Wiżajny, Kadaryszki i Zaboryszki, w północnej części gm. Przerośl i na obszarze położonym na północny wschód od drogi Szypliszki-Sejny i liczył 9 partyzantów. Dowództwo nad całością zgrupowania powierzono Henrykowi Czyżowi (Krystyna Pasiuk podaje informację, że dowództwo nad całością objął Jan Sadowski ).
Oddział istniał aż do śmierci Piotra Burdyna w czasie obławy w kwietniu 1952 roku, ale jego współpracownicy (Antoni Kwiedorowicz „Lis”, Edmund Krysiuk „Lot”) kontynuowali działania konspiracyjne aż do listopada 1954 roku. Oddział wykonał ponad 100 akcji, z czego 50 od lipca 1949 do lipca 1950 roku. Przez szeregi grupy przewinęło się łącznie 38 osób, z których 22 zginęły w walce, a 12 zostało ujętych i skazanych na kary więzienia.

### Działania Urzędu Bezpieczeństwa
Początkowo grupę rozpracowywał Powiatowy Urząd Bezpieczeństwa Publicznego w Suwałkach, jednak na początku 1950 roku, ze względu na niezadowalające postępy, do akcji włączyło się kierownictwo Wojewódzkiego Urząd Bezpieczeństwa Publicznego w Białymstoku.
W kwietniu 1950 roku powołano specjalne grupy operacyjne do walki z partyzantami. Rozbudowywano siatkę agentury. Do grupy próbowano również, bezskutecznie, wprowadzać współpracowników UB. Stosowano represje wobec współpracowników oddziału i rodzin partyzantów, zastraszano miejscową ludność poprzez obławy i uciążliwe rewizje, podwyższanie podatków i przymusowe wysiedlenia oraz konfiskaty mienia. Prześladowania ludności miały charakter masowy, obejmując nie tylko rodziny ale i całe wsie (np. Walne i Łumbie; w pierwszej z nich na 30 gospodarstw tylko 3 rodziny ominęły kary więzienia). Plany UB z lipca 1950 wysiedlenia, licytacje majątków i aresztowania miały objąć prawie 600 rodzin mieszkających na terenie powiatu suwalskiego, jednak ostatecznie ograniczono tę liczbę do ok. 200 osób.

## Śmierć
Jan Sadowski zginął prawdopodobnie 21 czerwca 1951 roku w okolicach Surmin na Mazurach z rąk podwładnego, Mieczysława Arasimowicza, ps. „Żulik”. Arasimowicz zabił Sadowskiego dwoma strzałami w głowę w czasie kłótni. Sadowski znany był z porywczego charakteru i częstych sprzeczek z podwładnymi, obaj byli również w tym czasie pod wpływem alkoholu. Według innej wersji Arasimowicz nie działał w afekcie, ale z polecenia Urzędu Bezpieczeństwa, na co wskazywać ma powód kłótni (list od rodziny do jednego z członków oddziału - Mieczysława Dudanowicza, spreparowany przez UB), jak również fakt, że „Żulik” po aresztowaniu nie poniósł żadnej odpowiedzialności za członkostwo w oddziale ani za zabójstwo Sadowskiego. Nie zachowały się jednak dokumenty mogące tę wersję jednoznacznie potwierdzić.
Ciało Sadowskiego partyzanci początkowo porzucili w krzakach, po około tygodniu jednak pochowali je w pobliżu wsi. W 1952 roku zwłoki zostały ekshumowane przez funkcjonariuszy UB. Aktualne miejsce pochówku nie jest znane.